# Ciszyna
Ciszyna – osada leśna w Polsce położona w województwie warmińsko-mazurskim, w powiecie bartoszyckim, w gminie Górowo Iławeckie.
W latach 1975–1998 miejscowość administracyjnie należała do województwa olsztyńskiego.